# Port lotniczy Ternate-Babullah
Port lotniczy Ternate-Babullah (IATA: TTE, ICAO: WAMT) – port lotniczy położony w Ternate, w prowincji Moluki Północne, w Indonezji.